# Веллінгтон (гавань)
Гавань Веллінгтон (англ. Wellington Harbour; маор. Te Whanganui-a-Tara [tɛ ˈfaŋanʉi a taɾa], офіційна назва Гавань Веллінгтон/Порт-Ніколсон — велика природна гавань на південному краю Північного острова Нової Зеландії. Вхід у гавань з боку протоки Кука. Центральний Веллінгтон розташований на частинах західної та південної сторони гавані, а приміська зона Ловер-Гатт (місто в агломерації Веллінгтона) розташована на півночі та сході.
Територія гавані, обмежена лінією між мисом Пенкарров та берегом передмістя Петон (велике передмістя міста Ловер-Гатт), офіційно називалася Порт-Ніколсон, поки в 1984 році не прийняла свою теперішню подвійну назву.

## Топоніміка

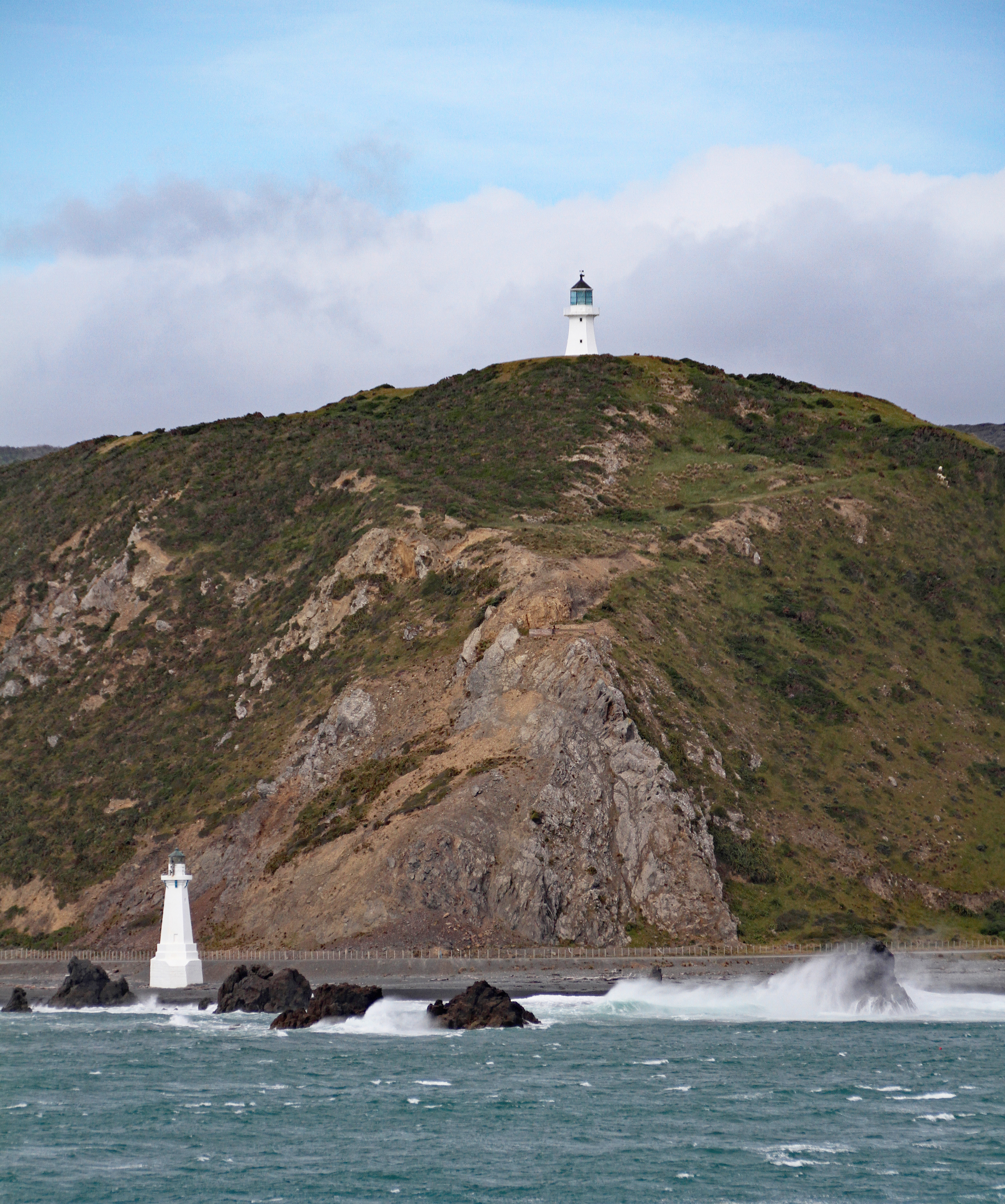
Маяки, на мисі Пенкарров, нижній і верхній (праворуч при вході в гавань).

Найдавніша з відомих маорі назва цієї території, «Te Upoko o te Ika a Maui», походить від легенди маорі та буквально перекладається як «голова риби Мауї».
Te Whanganui a Tara, інша назва місцевості маорі, буквально перекладається як «велика гавань Тари». Вважається, що це відноситься до Тари, сина полінезійського дослідника Ватонги, якого батько відправив з півострова Магія досліджувати південні землі, щоб там осіли їхні люди.
Кажуть, що капітан Джеймс Герд назвав гавань «Порт Ніколсон» на честь капітана порту Сіднея Джона Ніколсона. Однак, незважаючи на те, що Герд вважається автором перших карт, що описують Те Вангануї-Тара як «Порт Ніколсон», цілком імовірно, що капітан Джон Родольфус Кент з катера Mermaid увійшов у гавань у 1824 році та назвав її на честь начальника порту, свого старшого офіцера. Інша назва Маорі для Веллінгтона, Pōneke, вважається транслітерацією Port Nick (Port Nicholson, Порт-Ніколсон).
Альтернативна запропонована етимологія назви Pōneke стверджує, що воно походить від скорочення фрази маорі pō nekeneke, що означає «подорож у ніч», у зв'язку з виходом маорійського племені Те Аті Ава після того, як вони були витіснені з району Веллінгтона першими європейцями. Проте назва Pōneke вже використовувалася до лютого 1842 року, раніше, ніж, як кажуть, відбулося переселення племені.
Вважається, що Вільям Вейкфілд назвав гавань Ламбтон у 1839 році на честь графа Дарема, який мав прізвище «Ламбтон». Крім того, гавань могли були назвати на честь «Lambton», катера, яким командував капітан Барнетт, який у 1826 році створив одну з найперших карт гавані.

## Історія

### Доєвропейська історія
Згідно з усною історією, гавань Веллінгтон була вперше відкрита паолінезійським дослідником Купе:17який відвідав її у 10 столітті. Кілька топонімів у цьому районі вшановують Купе, наприклад «Te Tangihanga o Kupe» або «Te Raranga o Kupe» (риф Барретт), і «Te Aroaro o Kupe» або «Te Ure o Kupe» (Стіпл-Рок):17. Купе також назвав два острови в гавані, «Mākaro» (острів Ворд) і «Matiu» (острів Сомес):17, на честь його дочок або племінниць.
Слідом за Купе в цей район прийшли Тара і Таутокі, сини дослідника Ватонги, які там оселилися. Тара згадується як у назві міста, так і в назвах першого племені (іві) маорі Нґай Тара, яке осіло там назавжди.

### Сучасна історія
Під час своєї подорожі на «HMS Resolution» Джеймс Кук пройшов повз вхід у гавань 2 листопада 1773 року, а потім зупинився, намагаючись побачити, що лежить в середині вході. Він став на якір за милю від рифу Барретт і зробив кілька коротких зауважень в судновому журналі, зазначивши, що це була захищена гавань. Зміна вітру змусила його покинути цю територію, і наступні 50 років європейські дослідники не проводили тут подальших спостережень.

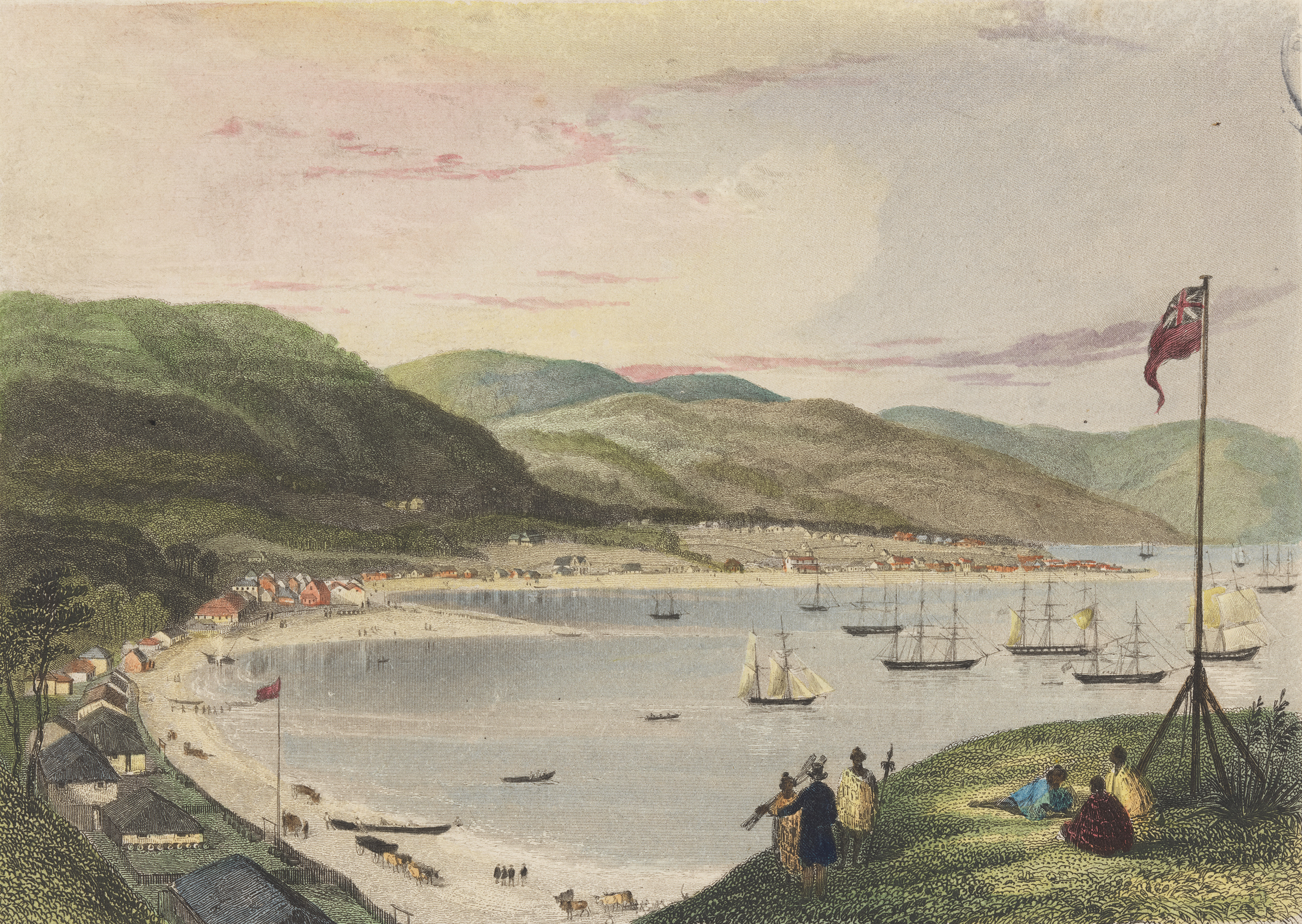
Гавань Ламбтон, Порт-Ніколсон, Веллінгтон, Нова Зеландія, бл. 1840 року

У 1826 році капітан Джеймс Герд увійшов у гавань на барку Rosanna разом з капітаном Барнеттом на катері Lambton. Згодом обидва склали карти гавані.
Новозеландська колоніальна компанія заснувала поселення в Петоні та Веллінгтоні з 1840 року.
Землетрус у Вайрарапі 1855 року підняв північно-західну частину затоки Веллінгтон. Це покращило рекультивацію гавані Веллінгтон, що збільшило доступність рівнинної землі для міста Веллінгтон.
У 1968 році міжострівний пасажирський пором «TEV Wahine» сів на кам'янисте дно поблизу рифу Барретт, біля входу в гавань, під час шторму. Тоді загинула 51 людина, а ще двоє померли значно пізніше від травм, отриманих того дня.

## Міфологія

### Легенда про«Te Whanganui-a-Tara»
Згідно з легендою, гавань «Te Whanganui-a-Tara» була створена двома танівгами (духами-охоронцями природи), Ватаїтаї (або Гатаїтаї) та Нгаке. Ватаїтаї жив на півночі озера, де зараз гавань, і був лагідним. Нгаке, який жив південніше, був більш жорстоким. Нгаке почув шум води Раукава Моана (протока Кука) на південі, і вирішив втекти з озера. Він пішов на північ від озера, щоб розбігтися, а потім швидко побіг на південь. Нгаке врізався в скелі, де зараз східне передмістя Веллінгтона — Сітун, пробив прохід в скелях та попрямував у протоку. Кажуть, що риф Барретт — це уламки, що залишилися після втечі Нгаке. Це побачив Ватаїтаї, який намагався вийти за Нгаке з нового входу. Але частина води бистро витекла з озера, і Ватаїтаї застряг на мілині. Він залишався там багато поколінь, перш ніж великий землетрус підняв його високо на землю. Душа Ватаїтаї покинула його у вигляді птаха Те Кео, а його тіло утворило перешийок землі, де зараз розташований аеропорт «Веллінгтон»:6. Він злетів високо над гаванню й оплакував танівгу, тіло якого було піднято високо на пагорби біля входу в гавань. Донині гора Вікторія відома маорі як Тангі Те Кео, «Плач Те Кео», а передмістя на пагорбах безпосередньо під нею називається Гатаїтаї.

### Легенда про«Te Upoko o te Ika a Māui»
Інша назва регіону навколо гавані — «Te Upoko o te Ika a Māui», що означає «голова риби Мауї»:13. Згідно з легендою маорі, полінезійський мореплавець Мауї зачепив гігантську рибу та витягнув її на поверхню, і риба перетворилася на землю, яка стала Північним островом:13. Старіша назва все ще використовується за деяких обставин для міста чи регіону, наприклад колишня назва Маорі Веллінгтонського університету Вікторії, яка 2018 року була «Te Whare Wānanga o te Ūpoko o te Ika a Māui».

## Географія

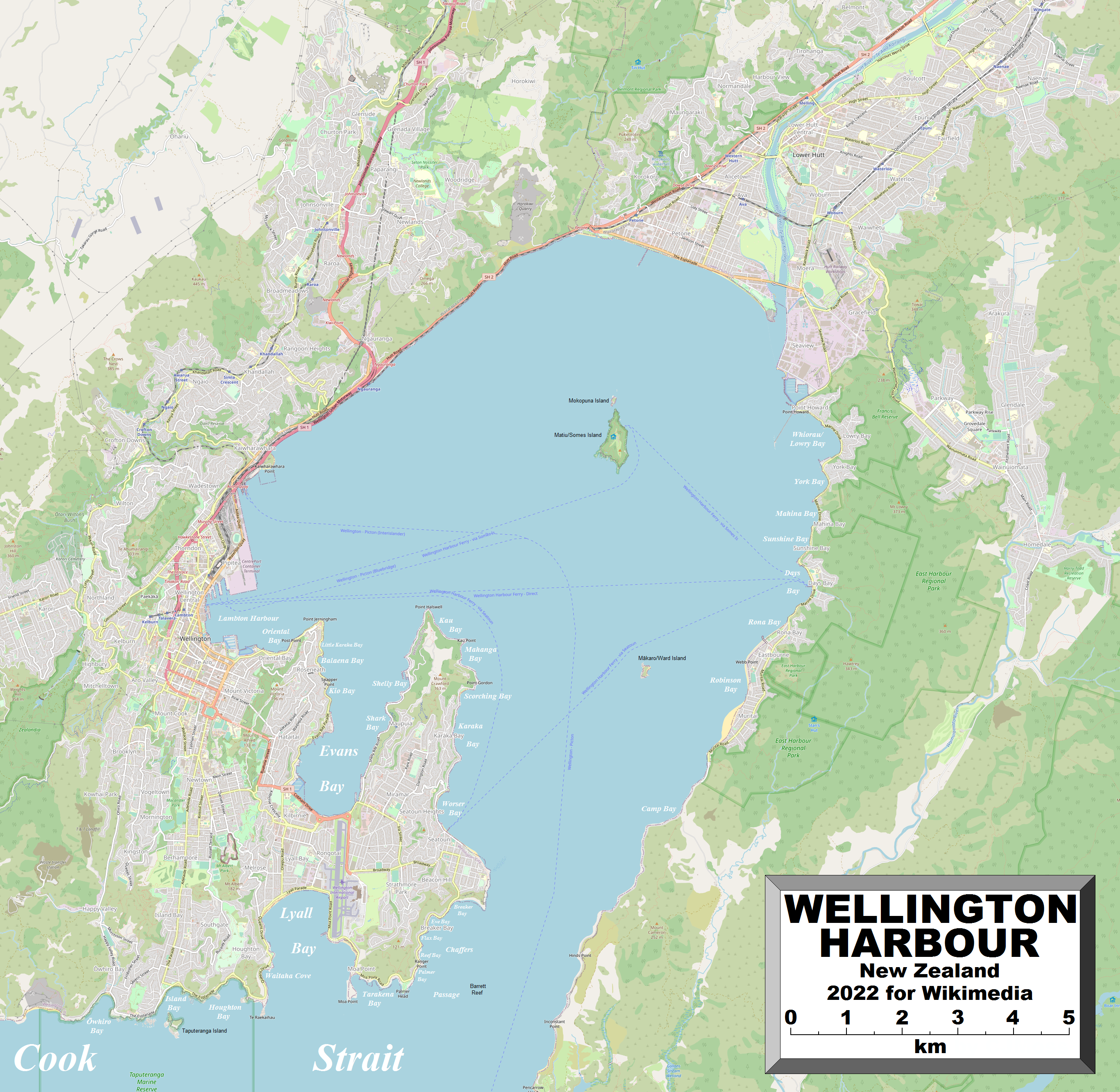
Детальна карта гавані Веллінгтон

### Параметри
Веллінгтонська гавань — це природна гавань площею близько 76 км², з входом через протоку Кука на її південному кінці між мисом Пенкарров та мисом Палмер на південній частині півострова Мірамар. Гавань має максимальну довжину понад 11 кілометрів і ширину 9,25 кілометрів, а ширина входу від берега до берега становить понад 1,6 кілометра.
Судноплавний канал через вхід у гавань пролягає між рифом Барретт на західній стороні та мисом Пенкарров на сході. Риф Барретт — це скупчення підводних скель, яке частково залишається оголеним навіть під час припливу. Це місце було причиною великої кількості корабельних аварій. Найсерйознішою втратою, спричиненою зіткненням з рифом Баррет, є аварія міжострівного порома «TEV Wahine» у 1968 році, коли загинуло 53 людини.
Веллінгтонська гавань забезпечує захищену стоянку в регіоні, де швидкість вітру може перевищувати 160 км/год. Глибина води на більшій частині гавані перевищує 20 метрів або 10 сажнів.

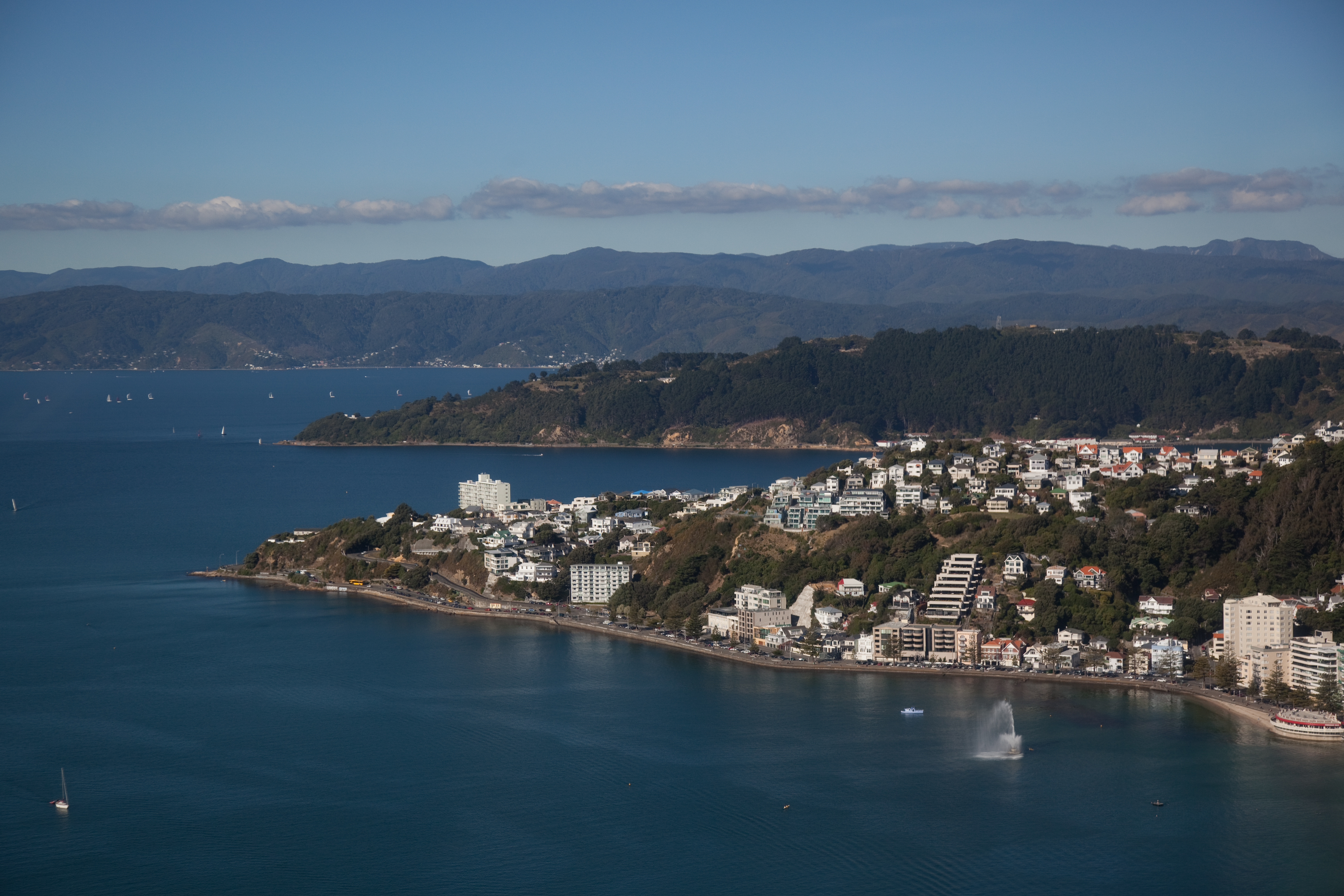
Східна затока з фонтаном Картера на передньому плані.

У гавані є дві головні бухти: Еванс-Бей і гавань Ламбтон. Невелика затока Орієнтал (укр. Східна затока) на північ від гори Вікторія має пляжі та кафе. Передмістя міста Веллінгтон розташоване навколо низинної місцевості, яка безпосередньо оточує гавань, і пагорбів, що виходять на захід і південний захід від гавані. Гавань Ламбтон оточена намивними землями центрального ділового району Веллінгтона та містить більшість портових споруд міста. Затока Еванс розташована між горою Вікторія та півостровом Мірамар, нижче траєкторії польоту до низько розташованого аеропорту «Веллінгтон».
На схід від гавані лежать кілька невеликих заток, береги більшості з яких заселені невеликими прибережними громадами. Найбільшим із цих приміських поселень є Істборн, безпосередньо на схід від північного краю півострова Мірамар.
В гавані розташовані невеликі острови Матіу/Сомес, Макаро/Ворд і острів Мокопуна.

### Геологія
Гавань має сейсмічне походження, і вздовж її західного берега пролягає лінія сильної сейсмічної активності (Розлом Веллінгтона). У 2014 році було виявлено іншу лінію розлому (Розлом Аотеа), що тягнеться в напрямку північ-північний схід від узбережжя затоки Орієнтал в глибину гавані приблизно на 2 км. На північному кінці гавані лежить вузька трикутна рівнина річки Гатт, яка в основному повторює лінію сейсмічного розлому, яка простяглася на північний схід. На цій рівнині розташоване місто Ловер-Гатт.
В усній історії народу маорі розповідається, що біля входу в гавань було два канали. Нинішній вхід називався «Te Au-a-Tane», а західний канал (де нині перешийок Ронготай півострова Мірамар) — «Te-Awa-a-Taia». Між двома протоками лежав острів Моту-Кайрангі (сучасний півострів Мірамар). Потім сильний землетрус, відомий як Гаовгенуа (мовою маорі означає «поглинач землі»), підняв землю так, що канал «Te-Awa-a-Taia» висох, і острів Моту-кайрангі приєднався до материка. Дослідники прийшли до висновку, що землетрус стався близько 1460 року нашої ери.

#### Цунамі
Хоча гавань майже повністю оточена сушею, в ній було зафіксовано кілька цунамі. Землетрус в розломі Вайрарапа 1855 року спричинив цунамі висотою 3-4 метри, яке увійшло в гавань Веллінгтона через її вхід, а також прямо через перешийок Ронготай півострова Мірамар зі сторони затоки Лайал де розташоване передмістя Веллінгтона — Кілбірні. У серпні 1868 року землетрус в чилійській провінції Арика в Південній Америці спричинив незвичайні зміни рівня води в гавані. На західному узбережжі гавані, в передмісті Веллінгтона — Нгауранга, з'явилася гравійна смуга, а в передмісті Те Аро вода зі сторони гавані Ламбтон майже досягла вулиць. У травні 1877 року землетрус в Ікіке в Південній Америці призвів до того, що вода хлинула в гавань, і рівень води по периметру гавані різко піднімався і падав протягом кількох годин.

#### Водоносний горизонт Вайвету

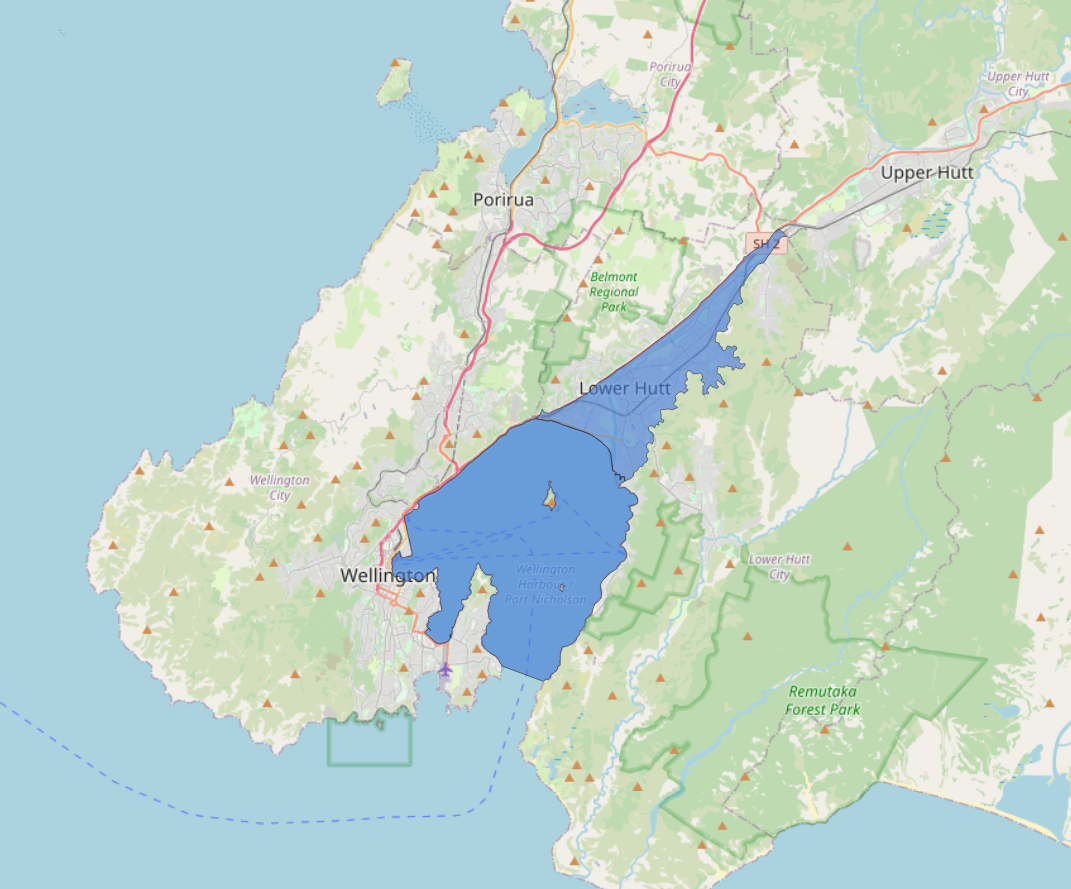
Мапа прісноводного водоносного горизонту Вайвету.

Водоносний горизонт Вайвету — це зона водоутримуючого піску, гравію та валунів під тиском під долиною Гатт і гаванню Веллінгтон, яка забезпечує близько 40 відсотків річного водопостачання регіону Веллінгтон. Басейн гавані містить величезну кількість гравію, змитого річкою Гатт, у деяких місцях товщина його шару сягає сотень метрів:22, 24. Над гравієм знаходиться шар грязюки та мулу, який утримує прісну воду всередині гравію, створюючи артезіанський водоносний горизонт. У цьому районі є кілька водоносних горизонтів у різних шарах під землею, але водоносний горизонт Вайвету є найбільшим і найпродуктивнішим. Вода стікає у водоносний горизонт із п'ятикілометрової ділянки річки Гатт на південь від ущелини Таїта. Також утворенню водоносного горизонту сприяє дощова вода. На південь від Меллінга водоносний горизонт піддається тиску під вагою шару грязюки та мулу над шаром гравію, який утримує воду, тому якщо свердловину занурити у водоносний горизонт, вода під цим тиском буде підніматиметься вгору по трубі. Вода з водоносного горизонту також потрапляє на поверхню через природні джерела в різних місцях навколо гавані. Слід зазначити, що тиск у водоносному шарі перешкоджає потраплянню морської води у водоносний горизонт.
Рівень води в гавані Веллінгтон був набагато нижчим 20 000 років тому, і стародавня річка Гатт протікала палеоканалом на схід від острова Матіу/Сомес аж до сучасного півострова Мірамар:28:75. Велика частина води у водоносному горизонті Вайвету рухається під морським дном в напрямку від гирла річки Гатт до району Фалкон-Шолз (укр. Соколині мілини) у гирлі гавані через палеоканал. Характеристики водоносного горизонту між островом Матіу/Сомес і гирлом гавані вивчені не так добре, як його частина на північ від острова.

### Намивні території

Гавань Ламбтон і Набережна Аотеа

Роботи з намивання території навколо Веллінгтонської гавані почалися в 1850-х роках, для збільшення кількості придатної землі для тоді нового міста Веллінгтон. Земельних ділянок у ранньому місті було мало, мало місця для громадських будівель і парків, а також бракувало причалів для судноплавства. Меліорація поступово просувалася до гавані протягом 19-го і 20-го століть, забезпечуючи місце для громадських, комерційних і промислових зон міста.

## Морське життя

### Риба
Види риб, які зазвичай виловлюються в гавані любителями рибалки, включають червону тріску (Pseudophycis), австралійський лосось (Arripis trutta), триглові (Triglidae), немадактилус макроптерус (Nemadactylus macropterus), луціани (Lutjanus), ставридові (Carangidae), рибу-слона та королівську рибу. Діти із задоволенням ловлять споти (Notolabrus celidotus). У гавані можна зустріти скатів: орлякових (Myliobatidae) та орлякоподібних (Myliobatoidei); скатів часто можна побачити на мілководді навколо лагуни Вайрепо, яка була названа племенем маорі на честь назви цього виду скатів. У гавані мешкає кілька видів восьминогів. Наприкінці дев'ятнадцятого та на початку двадцятого століть великі восьминоги час від часу хапали людей біля краю води. Новозеландські куницеві акули (Mustelus lenticulatus) щороку відвідують гавань, щоб спаровуватися й народжувати потомство. Інші види акул, які зустрічаються тут рідше, включають велетенську акулу (Cetorhinus maximus), блакитну акулу (Prionace glauca) та семизяброву акулу (Notorynchus cepedianus) .

### Морські ссавці
Звичайні дельфіни (Delphinus delphis) і косатки (Orcinus orca) досить часто відвідують гавань. У дев'ятнадцятому столітті південні австралійські кити (Eubalaena australis) розмножувалися в гавані Веллінгтон, але в ХХІ столітті їх спостерігають рідше. Тут іноді можна побачити і горбатих китів (Megaptera novaeangliae) . Існує колонія морських котиків (Arctocephalinae; підродина вухатих тюленів) поблизу геологічного утворення Паріверо/Червоні скелі (англ. Red Rocks) на південному узбережжі з боку протоки Кука, тому тюлені іноді з'являються в гавані та навколо неї. До бродячих і рідкісних відвідувачів гавані морських ссавців, належать морські леопарди (Hydrurga leptonyx) (перекласифіковані з бродячих на постійних у 2019 році), тюлені-крабоїди (Lobodon carcinophaga) та морський слон (Mirounga) на прізвисько «Квітка», який кілька років запливав у гавань в 1960-х роках.

### Рослини і губки
У гавані Веллінгтон зустрічається понад 100 видів водоростей. На скелястих берегах навколо гавані ростуть ліси водоростей, наприклад у затоці Кау, але підвищення температури моря може суттєво вплинути на здоров'я цих районів. Губкові зарості знаходиться в більш глибоких частинах гавані.

### Птахи
У період з 2018 по 2022 роки проводилися щорічні дослідження місцевих прибережних птахів уздовж берегової лінії південного узбережжя та західної частини гавані Веллінгтон. Було помічено тридцять чотири місцеві або ендемічні види та 14 натуралізованих інтродукованих видів, хоча деякі з них спостерігалися лише на південному узбережжі, а не в самій гавані. Дослідження показали, що ділянки берегової лінії, «укріплені» меліорацією або будівництвом дамб, мають нижчу щільність птахів і меншу різноманітність видів, ймовірно, через крутизну берегової лінії та відсутність середовищ для пошуку їжі в приливних водах. Зміни середнього рівня моря та температури можуть вплинути на деякі види в майбутньому:34–35. Навколо гавані водяться чайки домініканський мартин (Larus dominicanus), мартин новозеландський (Chroicocephalus scopulinus) та кілька видів бакланів (Phalacrocoracidae). На острові Матіу/Сомес створено гніздову популяцію австралійських буревісників (Puffinus gavia). Малі блакитні пінгвіни (Eudyptula minor) озустрічаються в багатьох місцях, у деяких місцях встановлені гніздові ящики, щоб заохотити їх до висиджування потомства.

## Охорона навколишнього середовища
У рамках підтримки здорового морського середовища регіональна рада Великого Веллінгтона та Національний інститут дослідження води та атмосфери (NIWA) регулярно проводять моніторинг якості води в гавані Веллінгтон з 2016 року. На якість води впливають осади, поживні речовини та забруднювачі з усього водозбірного басейну навколо гавані, каламутність води, спричинена опадами та притоком з річки Гатт, а також припливи.
Міністерство сільського та лісового господарства (MAF) та NIWA провели спостереження за немісцевими морськими видами, які можуть прибувати в гавань у водяному баласті суден або прикріпленими до корпусів кораблів. Приклади морських шкідників, знайдених у гавані, включають звичайну амурську морську зірку (Asterias amurensis) та ундарію перисту (Undaria pinnatifida), морські водорості, що походять із північно-західної частини Тихого океану, які вперше були знайдені в гавані Веллінгтон у 1987 році. Вони швидко ростуть і можуть витіснити місцеві види морських водоростей.
Волонтери з групи «Ghost Diving» (укр. Привид Дайвінг) організовують регулярне прибирання гавані, збираючи тонни сміття з води навколо міської набережної та привертаючи увагу суспільства до проблем засмічення гавані.

## Транспорт

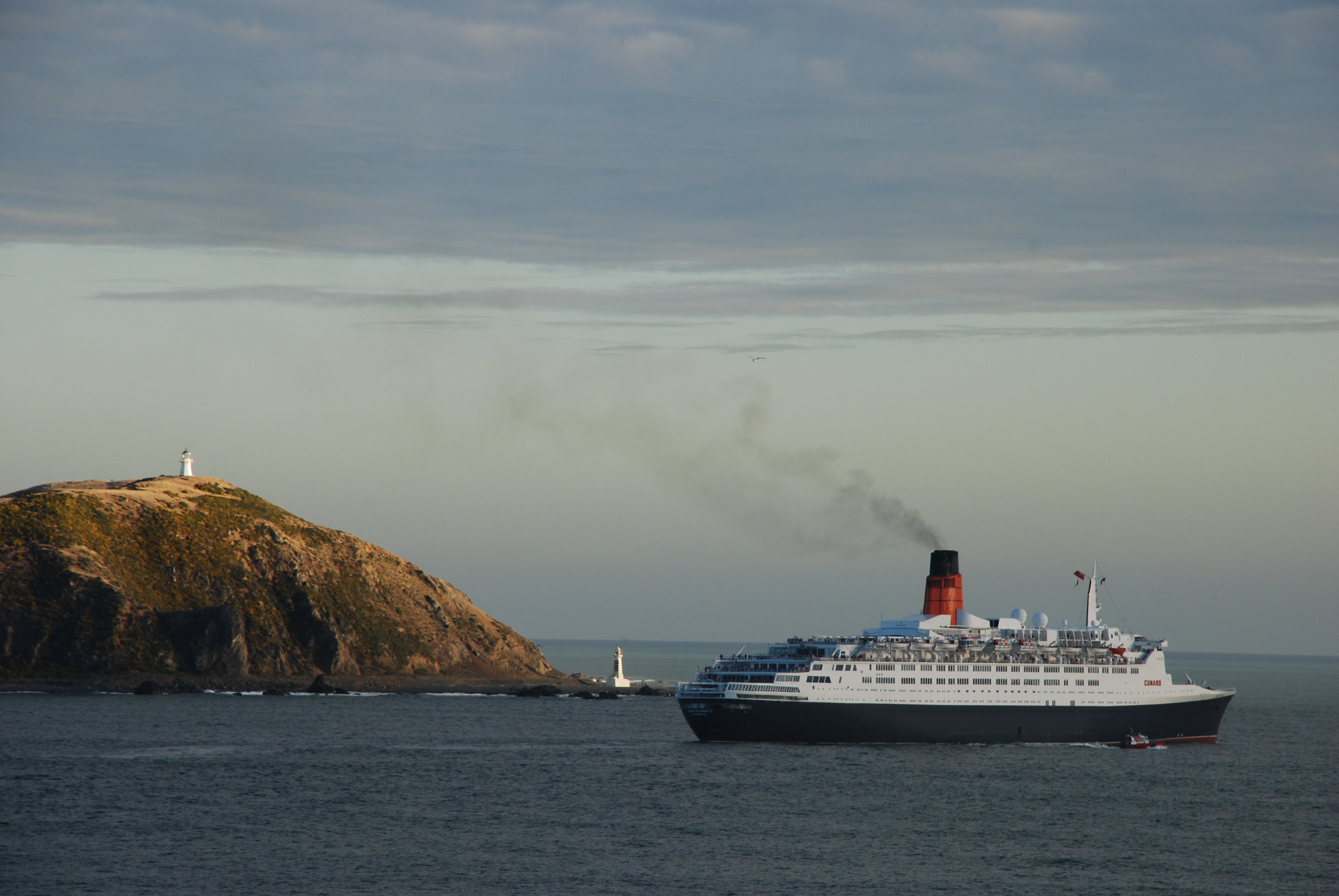
Океанський лайнер «Куїн Елізабет 2» біля мису Пенкарров.

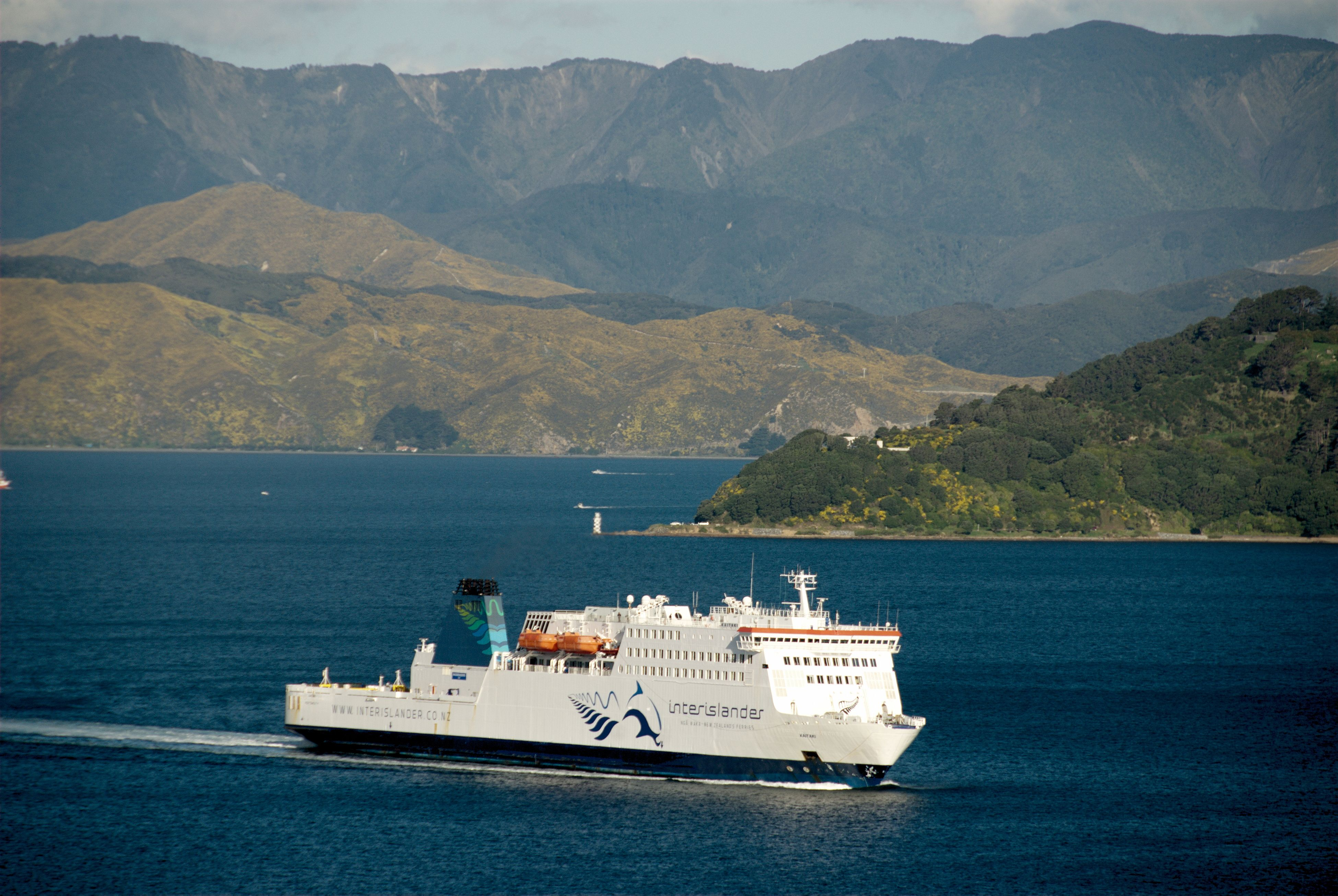
Вантажний пором «MV Kaitaki» в гавані.

Гавань Веллінгтон є важливим портом, що обслуговує південну частину Північного острова. Компанія «CentrePort», що належить Регіональній раді Великого Веллінгтона, реєструє близько 14 000 комерційних суднових перевезень щороку. Веллінгтонська гавань, третій за величиною контейнерний порт регіону, розташований у Веллінгтон-Сіті. Тут є танкерний термінал у Сів'ю — промисловому передмісті міста Ловер-Гатт.
Пороми до порту Веллінгтона вперше почали курсувати наприкінці 19 століття, і регулярні переправи з центру Веллінгтона до затоки Дейс (східне узбережжя гавані) продовжуються й сьогодні. Гавань також використовується міжострівними поромами, що сполучають Веллінгтон з містечком Піктон, яке розташоване на березі однойменної гавані, в регіоні Марлборо на північному узбережжі Південного острова, за 65 км на захід від Веллінгтона.
Проєкт розвитку пішохідного та велосипедного маршруту навколо гавані, Велика гавань, набирає обертів. «Те Ара Тупуа» (укр. Дивний шлях) — це 12-ти кілометрова велосипедна та пішохідна доріжка, яка будується від Меллінга в долині річки Гатт до центру Веллінгтона.

## Пристані

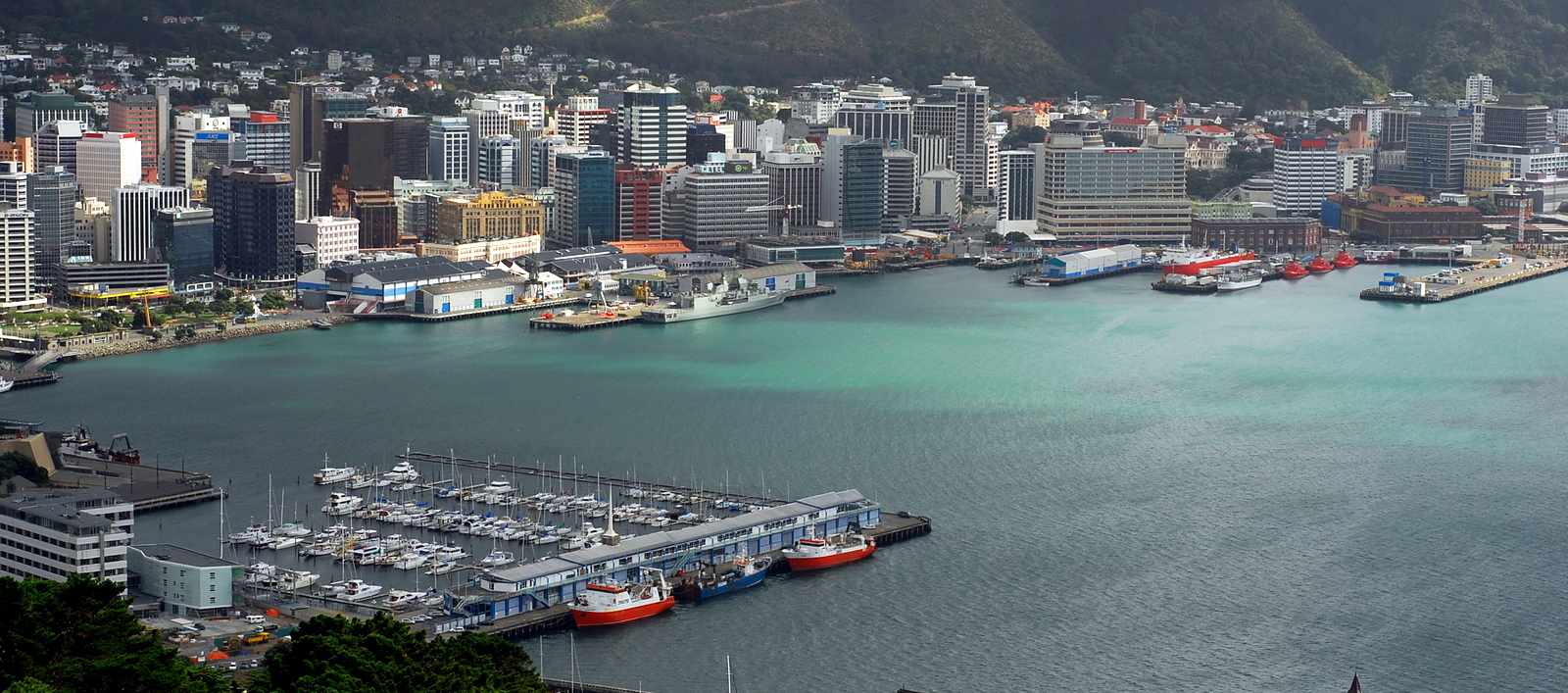
Вид на гавань Веллінгтона з гори Вікторія, де видно внутрішні гавані. Зверху праворуч проти годинникової стрілки: пристань Глазго, залізнична пристань, пристань Ватерлоо, поромна пристань (з будівлею поромного терміналу в Істборні - найпівденніше передмістя Ловер-Гатта), пристань Туг, пристань Квінс. Ліворуч у центрі можна побачити кінець пристані на вулиці Таранакі, а на передньому плані — набережна Клайд.

Станом на 2023 рік навколо гавані Веллінгтон розташовано 20 пристаней. Це включає великі причали у внутрішній гавані та портовій зоні, менші причали в приморських передмістях і паливні причали в Пойнт Говард (південне передмістя Ловер-Гатт) і в затоці Еванс-Бей. Перші причали були побудовані з 1840 року новоприбулими європейськими поселенцями, щоб вони могли перевозити товари з корабля на берег. Першою державною пристанню, побудованою в гавані Веллінгтон, була Квінс, будівництво якої було завершено в 1862 році. У 1880 році було створено Управління порту Веллінгтона, яке взяло під свій контроль більшість пристаней у гавані до його розформування в 1989 році.
У той час комерційна компанія «Порт Веллінгтон» (англ. Port of Wellington) (зараз називається «Центрпорт Веллінгтон») взяла на себе управління більшістю промислових пристаней, тоді як міська рада Веллінгтона та міська рада Гатта отримали контроль над більшістю приміських пристаней. Причали будували для різних цілей — для перевезення палива, сировинних продуктів, таких як деревина, вовна та м'ясо, що надходять із глибинки, інших вантажів, а також пасажирів. Причали для пасажирських поромів включали пороми, які доставляли пасажирів і одноденних мандрівників до міста та передмістя та назад, а також більші міжострівні пороми, що прямували до Піктона та Літтелтона. Причали також обслуговували пасажирські лайнери з-за океану та літаючі човни «TEAL». З часом причали Веллінгтона були змінені, модернізовані, розширені, скорочені або закопані в ході меліорації вздовж берегової лінії гавані Веллінгтон. Багато причалів було перепрофільовано у відповідь на зміни внутрішніх і міжнародних умов і вимог до морських перевезень пасажирів і вантажів.

## Відпочинок
Південне узбережжя Веллінгтона та вхід у гавань виходять у відкрите море, де можна пірнати та рибалити. Є також місця для риболовлі на скелях і намивних ділянках і пірсах в гавані.
Пляжі гавані, як-от Oriental Bay, Petone Bay, Days Bay і Hataitai Beach, ідеально підходять для купання та прийняття сонячних ванн.
У гавані є 5 доріжок для водних лиж, зони для особистих водних суден і зони для віндсерфінгу. У гавані працюють кілька веслувальних, вака-ама та яхт- клубів.
Невеликі човни можуть стати на якір на островах Макаро/Ворд і Мокопуна, а також відвідати заповідник острова Матіу/Сомес у світлий час доби. Круїзи по гавані також регулярно виконуються між головною набережною Веллінгтона, островом Матіу/Сомес, затокою Дейс і містечком Петон.

## У мистецтві
У 1974 році новозеландський письменник Деніс Гловер опублікував антологію «Веллінгтонська гавань», що містила вірші про гавань або натхненні її краєвидами.
«Big weather» (укр. Велика погода) — це антологія зі 100 віршів про гавань Веллінгтона, пагорби та навколишнє середовище. Вона була опублікований у 2009 році та в наступних виданнях.
«Walington Writers Walk&nbsp» (укр. Прогулянка письменників Веллінгтона);— це серія з 23 цитат новозеландських поетів, прозаїків і драматургів, встановлених уздовж набережної Веллінгтона у вигляді сучасних бетонних табличок або інкрустованого металевого тексту на дерев'яних «орієнтирах». Меморіальні дошки вшановують життя та творчість цих відомих письменників, усі з яких мали (або мають) певний зв'язок із Веллінгтоном. У багатьох цитатах мова йде про гавань.

## Галерея
|                         |
| HMS Невтомний, 1945 рік |

|                                                           |
| РС Ванганелла під час буксування з рифу Барретт, 1947 рік |

|                                                        |
| RMS QE2 вислизає з гавані на попутному вітрі, 2006 рік |

|                               |
| Буксири Kupe і Toia, 2006 рік |

|                      |
| Гавань Ламбтон, 2007 |

|                        |
| HMNZS Canterbury, 2007 |

|                       |
| Набережна Аотеа, 2008 |

|                                                     |
| Пором і риф Баррет відразу після відпливу, 2010 рік |

|                                         |
| Набережна Аотеа, Королева Марія 2, 2011 |

|                                            |
| Прогулянкові судна в затоці Орієнтал, 2012 |

## Нотатки
1. ↑  Ущелин Таїта розташована між містами Ловер-Гатт та Аппер-Гатт, які входять до агломерації Веллінгтона.
2. ↑  Меллінг — передмістя Ловер-Гатта. Воно розташоване на західному правому березі річки Гатт, на державному шосе SH 2[en], головній дорозі Веллінгтон-Гатт і безпосередньо через річку від центру Ловер-Гатта.
3. ↑  Фалкон-Шолз — мілини між затокою Карака та затокою Ворсер, які розташовані на північно-східному узбережжі півострова Мірамар.
4. ↑  Лагуна Вайрепо розташована в південно-західній частині гавані Ламбтон.
5. ↑  Сів'ю — промислове передмістя міста Ловер-Гатт у Веллінгтоні, Нова Зеландія. Розташоване на східному узбережжі долини річки Гатт.
6. ↑  В свою чергу, гавань Піктон розташована у вузькій 45-ти кілометровій затоці Королеви Шарлотти[en].